# Timbarra-Nationalpark
Der Timbarra-Nationalpark ist ein Nationalpark im Nordosten des australischen Bundesstaates New South Wales, 28 km östlich von Tenterfield und 98 km westlich von Lismore.
Im Park zwischen Timbarra River im Süden und Cataract River im Norden finden sich verschiedene Vegetationsgemeinschaften. Im Nordosten herrscht trockener Hartlaubwald vor, während der Südwesten größtenteils von lichtem Eukalyptuswald mit Grasunterwuchs bedeckt ist. Im Inneren des Parks gibt es viele Stellen mit subtropischem Regenwald und feuchtem Hartlaubwald, besonders entlang der Wasserläufe.